# Familienkasse

Logo der Familienkassen der Bundesagentur für Arbeit

Die Familienkasse ist eine deutsche Bundesfinanzbehörde.

## Organisation
Die Familienkassen werden auf dem Wege der Organleihe im Auftrag der Bundesfinanzverwaltung tätig; die Fachaufsicht übt das Fachaufsichtsreferat des Bundeszentralamtes für Steuern (BZSt) aus (vgl. § 5 Abs. 1 Nr. 11 FVG).

### Familienkassenreform im öffentlichen Dienst
Neben den besonderen Dienststellen der Bundesagentur für Arbeit wurden im Bereich des öffentlichen Dienstes der Körperschaften, Anstalten und Stiftungen des öffentlichen Rechts Familienkassen eingerichtet. Bis 2016 gab es neben den 14 Familienkassen der Bundesagentur für Arbeit etwa 8.000 dezentrale Familienkassen bei öffentlich-rechtlichen Arbeitgebern. Die Familienkassen der Bundesagentur für Arbeit waren dabei für das Kindergeld von etwa 87 % der Kinder in Deutschland verantwortlich, für 13 % der Kinder sind die Familienkassen der öffentlich-rechtlichen Arbeitgeber zuständig. Bis zum Jahr 2022 wurden die dezentralen Familienkassen für Beschäftigte des Bundes abgeschafft, die Zuständigkeit ging an die Bundesagentur für Arbeit oder alternativ auf das Bundesverwaltungsamt über. Länder und Kommunen konnten die Zuständigkeit wahlweise ebenfalls abgeben. Nach der Landesfamilienkassenverordnung NRW können die Kommunen der Landesfamilienkasse bei den Versorgungskassen die Aufgaben als Familienkasse übertragen. Entsprechende Regelungen bestehen in anderen Bundesländern, z. B. die Familienkasse Bayern Süd oder die Hessische Landesfamilienkassenverordnung.
Nach Abschluss der ersten Stufe der Reform erhöhte sich der Anteil der von der Bundesagentur für Arbeit betreuten Kindergeldberechtigten auf 97 %, zum 1. März 2023 wurde dann auch die verbliebene Verantwortung des Bundesverwaltungsamts an die Agentur für Arbeit übertragen.

## Zuständigkeit

### Kindergeld
Die Familienkassen sind für die Durchführung des Familienleistungsausgleichs sowohl nach dem Einkommensteuergesetz wie auch nach dem Bundeskindergeldgesetz zuständig und sind dabei an die fachlichen Weisungen des Bundeszentralamtes für Steuern (EStG) oder des Bundesministeriums für Familie, Senioren, Frauen und Jugend (BMFSFJ) gebunden. Sofern sich eine Familienkasse eines öffentlich-rechtlichen Arbeitgebers dafür entscheidet, den Familienleistungsausgleich nicht selbst wahrzunehmen, kann sie die Aufgabe an eine Bundes- oder Landesfamilienkasse übertragen.

#### Anspruch
Einen Kindergeldanspruch haben Eltern oder Erziehungsberechtigte für Kinder, die in ihrem Haushalt aufgenommen wurden. Des Weiteren muss der Wohnsitz oder gewöhnliche Aufenthalt der Antragsteller in Deutschland liegen. Diejenigen, die keinen gewöhnlichen Aufenthalt bzw. Wohnsitz haben, müssen in der Bundesrepublik unbeschränkt steuerpflichtig sein.
Für Ausländer, die weder unbeschränkt steuerpflichtig sind noch einen Wohnsitz/gewöhnlichen Aufenthaltsort in Deutschland haben, gelten besondere Regelungen nach dem Bundeskindergeldgesetz.

### Kinderzuschlag
Darüber hinaus sind die Familienkassen der Bundesagentur für Arbeit auch für die Berechnung und die Auszahlung des Kinderzuschlags nach § 6a Bundeskindergeldgesetz zuständig.

#### Anspruch
Zusammengefasst können Kindergeldzuschlag Eltern bzw. Alleinerziehende beantragen, deren Kinder
- weniger als 25 Jahre alt
- nicht verheiratet sind
- im selben Haushalt leben.

Des Weiteren dürfen die monatlichen Einnahmen die gesetzlich festgelegte Mindesteinkommensgrenze für den Kindergeldzuschlag nicht übersteigen.
Außerdem dürfen Vermögen und Einkommen der Eltern die Höchsteinkommensgrenze nicht überschreiten.